# Медолюб тонкодзьобий
Медолюб тонкодзьобий (Microptilotis orientalis) — вид горобцеподібних птахів родини медолюбових (Meliphagidae). Мешкає на Новій Гвінеї і на сусідніх островах.

## Підвиди
Виділяють три підвиди:
- M. o. facialis (Rand, 1936) — острів Вайгео, захід і центр Нової Гвінеї;
- M. o. becki (Rand, 1936) — північ і північний схід Нової Гвінеї;
- M. o. orientalis (Meyer, AB, 1894) — південний схід Нової Гвінеї.

## Поширення і екологія
Тонкодзьобі медолюби живуть в гірських і рівнинних тропічних лісах.